# StepTalk
StepTalk ist das offizielle GNUstep Scripting-Framework. StepTalk wurde in Objective-C verfasst. Standardmäßig wird Smalltalk als Skriptsprache verwendet, jede andere Skriptsprache kann aber mit einem sogenannten „language bundle“ hinzugefügt werden.
StepTalk wird parallel für GNUstep und das macOS-Framework Cocoa entwickelt, d. h., es läuft auf allen Plattformen, auf denen auch GNUstep oder Cocoa vorhanden ist.

## Einführung
Das Ziel von StepTalk ist es eine Umgebung anzubieten, um Applikationen aneinander zu binden und ein Framework für die Kommunikation zwischen Benutzern und Objekten in Applikationen bereitzustellen. Andere Hauptziele sind:
- Einfache und schnelle Erweiterungen von Applikationen oder Tools
- Stapelverarbeitung von Objekten in Applikationen oder Tools
- Schnelles prototypisieren von Applikationen oder neuen Applikationsmerkmalen (ein Konzepts „online“ ausführen und nachfeilen)

Die standardmäßige Scriptingsprache in StepTalk ist Smalltalk. Dem ist so, weil Smalltalk eine sehr einfache und leicht zu lernende Programmiersprache ist und einer natürlichen Sprache ähnelt. Es gibt nur wenige grundlegende Prinzipien, welche der User kennen muss, um in der Lage zu sein die Sprache zu verwenden. Smalltalk hatte starken Vorbildcharakter bei der Gestaltung von Objective-C – also der Sprache, in der GNUstep und Cocoa selbst verfasst sind.